# Chinezen in Madagaskar
De Chinezen in Madagaskar zijn ter plaatse bekend als Sinoa. Er leven zo'n 40.000 tot 60.000 mensen van Chinese afkomst op het eiland. Ze leven vooral in Toamasina en Antananarivo. 98% van de Chinese Malagassiërs, van wie de meesten oorspronkelijk uit Guangdong komen, heeft hun "jiaxiang" in Shunde.
De eerste Chinese migrant kwam aan in de oostkust van het land, in de haven van Tamatave (nu hernoemd in Toamasina) in 1862. Hij opende een winkeltje en trouwde later met een inlandse vrouw. Zes andere Chinezen kwamen in Nosy Be in 1866 en in 1872 nog drie. Begin 20e eeuw kwamen ongeveer 4.000 Chinese koelies als contractarbeider naar het oosten van Madagaskar voor het graven van het Canal des Pangalanes en het aanleggen van spoorwegen. Vanwege de zware werkomstandigheden en hoge sterfte, verzochten echter velen van hen om terug te mogen keren naar China. In 1904 woonden er nog 500 van hen in Madagaskar. In 1911 werden er 649 Chinezen geteld in het land. Ze maakten 3% uit van de bevolking, die bestond uit 3,2 miljoen.
In 2008 is in Antananarivo een afdeling van het Confucius Instituut geopend.
Tijdens de militaire coup in maart 2009 werden veel Chinese winkeltjes geplunderd.